# Zabibe
Zabibe (Zabibê) – „królowa Arabów” (šar-rat KUR.a-ri-bi) wzmiankowana w inskrypcjach asyryjskiego króla Tiglat-Pilesera III (744-727 p.n.e.). W inskrypcjach tych wymieniana jest ona pośród władców, którzy w 738 r. p.n.e. mieli złożyć temu królowi trybut.